# Handel per Erscheinen
Als Handel per Erscheinen oder Graumarkt wird der Handel von Wertpapieren bezeichnet, deren Börseneinführung bevorsteht. Hierbei werden außerbörsliche Termingeschäfte getätigt, die am Tag der börslichen Erstnotiz erfüllt und abgerechnet werden: Der Käufer verpflichtet sich, die Wertpapiere mit Beginn des Börsenhandels zu einem bestimmten Preis zu übernehmen, und der Verkäufer verpflichtet sich, sie zu diesen Konditionen zu liefern. Kommt der Börsenhandel des Wertpapiers nicht zustande, zum Beispiel wegen der Absage eines Börsengangs, so wird das Geschäft unwirksam. Verkäufer können zum Beispiel Altaktionäre oder Underwriter sein; ebenso sind Leerverkäufe möglich.
Der Handel per Erscheinen findet an privatrechtlich organisierten Handelsplätzen statt. Die dabei festgestellten Kurse gelten in Deutschland nicht als „Börsenpreise“ im Sinne des § 24 Börsengesetz. Sie dienen oft als Indikator für den Bieterprozess um ein neues Wertpapier, das heißt für den Erfolg und die ersten Börsenpreise einer Emission.
Der Handel per Erscheinen wird auch vorbörslicher Handel genannt. Dieser Begriff ist mehrdeutig; er steht auch für den morgendlichen Handel vor Börseneröffnung.